# We Are Buono!
We Are Buono! es el tercer álbum del grupo japonés Buono! lanzado el 10 de febrero de 2010 bajo el sello de Pony Canyon. Incluye varias canciones nuevas hechas exclusivamente para este álbum.

## Canciones

### We are Buono!
(CD)
1.- One Way = My Way
2.- Our Songs
3.- Independent Girl ~Dokuritsu Joshi de Aru Tame ni~
4.- My Boy
5.- Ura Hara
6.- Take it Easy!
7.- Bravo Bravo
8.- Kataomoi
9.- Blue-Sky-Blue
10.- Koucha no Oishii Mise
11.- Tabidachi no Uta
12.- We Are Buono! ~Buono! no Theme

### We are Buono! (Limited Edition)
(CD)
1.- One Way = My Way
2.- Our Songs
3.- Independent Girl ~Dokuritsu Joshi de Aru Tame ni~
4.- My Boy
5.- Ura Hara
6.- Take it Easy!
7.- Bravo Bravo
8.- Kataomoi
9.- Blue-Sky-Blue
10.- Koucha no Oishii Mise
11.- Tabidachi no Uta
12.- We Are Buono! ~Buono! no Theme
(DVD)
1.- Our Songs (Making of)